# Stazione di Seregno
Stazione di Seregno vasútállomás Olaszországban, Lombardia régióban, Seregno településen.

## Vasútvonalak
Az állomást az alábbi vasútvonalak érintik:
- Chiasso–Milánó-vasútvonal
- Seregno–Bergamo-vasútvonal
- Novara-Seregno-vasútvonal

## Kapcsolódó állomások
A vasútállomáshoz az alábbi állomások vannak a legközelebb:
- Stazione di Camnago-Lentate (Chiasso–Milánó-vasútvonal)
- Stazione di Desio (Chiasso–Milánó-vasútvonal)
- Stazione di Baruccana (Novara-Seregno-vasútvonal)
- Stazione di Macherio-Sovico (Seregno–Bergamo-vasútvonal)